# Йохан Леонхард фон Виндиш-Грец
Йохан Леонхард фон Виндиш-Грец (на немски: Johann Leonhard von Windisch-Graetz; * 1589; † 1650) е фрайхер, господар на Виндиш-Грец (днес Словен градец, Словения) в Австрия.

## Произход
Той е син на фрайхер Йохан II фон Виндиш-Грец (1561 – 1589) и съпругата му Елизабет фон Ернау, вдовица на Раумшюсел. Внук е на фрайхер Якоб II фон Виндиш-Грец (1524 – 1577) и съпругата му фрайин Анна Мария Велцер-Ебершайн († 1580). Брат е на Мориц фон Виндиш-Грец (1587 – 1643).
Прадядо е на граф Готлиб фон Виндиш-Грец (1715 – 1784).

## Фамилия
Първи брак: с фрайин Полирена София фон Тойфенбах († 14 март 1621). Те имат вер. 15 деца:
- София Елизабет, омъжена за фрайхер Ото Фридрих фон Херберщайн
- Йохан Ото († 1619)
- Елеонора
- Мария
- Естер
- Фердинанд Ернст
- Кристоф
- Готфрид
- Фридрих (убит в битка)
- Зигмунд
- Фердинанд

Втори брак: с фрайин Мария Елизабет фон Пуц († 1639). Те имат вер. децата (според друг източник те са от първия му брак):
- Виктор († сл. 19 ноември 1682), женен I. 1659 г. за фрайин Естер фон Лайзер, II. 1671 г. за Юстина Буси фон Хьорч
- Йохан Кристоф (* 1635; † сл. 19 ноември 1682), женен I. 1660 г. за фрайин Сидония Катарина фон Гайзрук, II. на 18 май 1670 г. за графиня Анна Магдалена фон Вурмбранд-Щупах († сл. 24 октомври 1676), от първия брак баща на:
  - Кристоф Еренрайх († 1732), баща на граф Готлиб фон Виндиш-Грец (1715 – 1784)
- Георг Фридрих (убит в битка)
- Поликсена Франциска, омъжена I. за фрайхер Зигмунд фон Херберщайн († 1640), II. за фрайхер Филип Рудолф фон Грюнтал

Трети брак: с фрайин Йохана фон Метниц. Бракът е бездетен.